# Zelejowa
Zelejowa (lub Zalejowa) – wzniesienie w Górach Świętokrzyskich, w Paśmie Zelejowskim. Znajduje się na północ od Chęcin. Zbudowane jest z wapieni dewońskich (żywet i fran), w których występują żyły kalcytowe o barwie białoróżowej, białej, białozielonkawej, a czasem także czerwonej. Północne podnóże góry zbudowane jest ze zlepieńców permskich. Występują tu liczne formy krasowe. Szczyt oraz stok południowy porośnięte są sucholubną roślinnością.
Od XIV w. na Zelejowej wydobywany był kalcyt, nazywany różanką zelejowską, ze względu na swoje czerwone zabarwienie. Pozostałością po eksploatacji są poprzeczne do rozciągłości grzbietu wyrobiska, zwane "szparami".
Przez górę przechodzi czerwony szlak turystyczny z Kielc do Chęcin.